# Sarkopenija
Sarkopeníja pomeni izgubo mase skeletnih mišic. Je klinično pomembna stopnja starostnih sprememb v telesni sestavi. Nizko mišično maso spremlja zmanjšana moč ali zmanjšana zmogljivosti. Sarkopenija napoveduje povečano tveganje za telesno nezmožnost, slabo kakovost življenja v starosti in zgodnejšo smrt. Pri sarkopeniji je zmanjšanje mišične mase posledica sprememb v simteznih signalnih poteh v celicah, medtem ko se pri kaheksiji mišična masa zmanjša zaradi citokinsko posredovanih vnetnih procesov. Sarkopenija velja za komponento sindroma krhkosti.

## Znaki in simptomi
Glavni znak sarkopenije je izguba mase skeletnih mišic, vendar je pogosto spremembo v telesni sestavi težko prepoznati zaradi prisotne debelosti, spremenjene razporeditve telesne maščobe in edemov. Spremembe v telesni masi ter obsegu pasu in okončin niso zanesljivi pokazatelji sprememb v mišični masi. Sarkopenija lahko povzroči zmanjšano mišično moč, nezmožnost in povečano tveganje za padce. Sarkopenija je lahko tudi brezsimptomna in je pogosto neprepoznana.

## Vzroki in dejavniki
Sarkopenija je zgleda rezultat več medsebojno delujočih dejavnikov, poznavanje vzrokov pa še ni popolno.  Doslej so bili prepoznani različni nevarnostni dejavniki za razvoj sarkopenije, predvsem gibalna dejavnost, zmanjšana koncentracija androgenih hormonov, prehranski deficiti in motnje (npr. premajhen vnos beljakovin in vitamina D), kronična vnetja, inzulinska resistenca in drugi.